# Liste der Bodendenkmale in Ottenbüttel
In der Liste der Bodendenkmale in Ottenbüttel sind die Bodendenkmale der Gemeinde Ottenbüttel nach dem Stand der Bodendenkmalliste des Archäologischen Landesamts Schleswig-Holstein von 2016 aufgelistet.
| Denkmal-ID           | Befundart           | Bezeichnung           | Zeitstellung                 | Lage | Bemerkungen | Bild |
| -------------------- | ------------------- | --------------------- | ---------------------------- | ---- | ----------- | ---- |
| aKD-ALSH-Nr. 004 740 | Grabmal > Grabhügel | Grabhügel „Rugenbarg“ | Vor- und/oder Frühgeschichte |      |             |      |